# همه‌پرسی قانون اساسی قزاقستان (۲۰۲۲)
همه‌پرسی قانون اساسی قزاقستان در ۵ ژوئن ۲۰۲۲ در این کشور برگزار شد. این سومین همه‌پرسی از زمان استقلال از اتحاد جماهیر شوروی و اولین رفراندوم پس از همه‌پرسی سال ۱۹۹۵ بود که قانون اساسی کنونی را تدوین کرد.
این اصلاحات به دنبال ناآرامی‌های خشونت‌آمیز مدنی در اوایل ژانویه ناشی از بدتر شدن شرایط اقتصادی و درخواست‌های متعاقب آن برای اصلاحات سیاسی سریع انجام گرفت. با تغییر ماده ۳۳، در این اصلاحات یک سوم کل تغییرات قانون اساسی را تشکیل می‌دهند. مفسران سیاسی بر این باورند که آنها نفوذ قوه مجریه را کاهش خواهند داد، اختیارهای بیشتری را به پارلمان اعطا خواهند کرد و اختیاراتی را که نورسلطان نظربایف، رئیس‌جمهور پیشین پس از استعفا از مقام خود در سال ۲۰۱۹ حفظ کرده بود، از او گرفته می‌شود.
رئیس‌جمهور قاسم ژومارت توکایف برای اولین بار از اصلاحات پیشنهادی خود را در سخنرانی اولیه‌اش در مورد وضعیت ملت در مارس ۲۰۲۲ اعتراف کرد. پس از بیانیه توکایف، وی متعاقباً یک کارگروه برای تشکیل پیشنهادها برای تغییرات قانون اساسی به همراه پارلمان تشکیل داد و در آوریل ۲۰۲۲، طرح پیشنهادی را به عنوان پیش‌نویس اصلاحات قانون اساسی برای تصویب به شورای قانون اساسی ارائه کرد. در طول طرح اصلاحات، چندین تغییر بحث‌برانگیز توسط نمایندگان مجلس و مقامات قزاقستانی در مورد حذف زبان روسی از زبان رسمی قزاقستان پیشنهاد شد. مهم‌تر از همه، پیشنهاد اولیه برای اعطای عنوان افتخاری جدید به رئیس‌جمهور سابق نظربایف به عنوان «بنیانگذار قزاقستان مستقل»، همراه با سایر امتیازات، با واکنش عمومی روبرو شد و در نهایت لغو گردید.
در ۲۹ آوریل، رئیس‌جمهور توکایف ایده برگزاری همه‌پرسی جمهوری‌خواهان برای تصویب تغییرات و افزوده‌های ایجاد شده در قانون اساسی را مطرح کرد. در اوایل ماه مه، پارلمان پیش‌نویس بسته اصلاحات و الحاقات قانون اساسی را تصویب نمود. پس از تصویب نهایی و بازنگری پارلمان در ۵ مه، توکایف پیش نویس را تصویب کرد و تاریخ همه‌پرسی را در فرمان ریاست جمهوری تعیین نمود.
در طول مبارزات انتخاباتی، اصلاحات و همچنین برگزاری رفراندوم توسط احزاب مختلف سیاسی طرفدار دولت، نهادهای دولتی، سازمان‌های غیردولتی، شخصیت‌های عمومی و دولتمردان از جمله خود نظربایف، رئیس‌جمهور سابق، تأیید شد. اگرچه همه‌پرسی فاقد یک کمپین یکپارچه «نه» بود، فعالان مدنی و گروه‌های اپوزیسیون آن را به دلیل هزینه مالی همه‌پرسی، بازه زمانی کوتاه برای تبلیغات و عدم گفتگو بین دولت قزاقستان و شهروندان در هنگام تهیه پیش نویس مورد انتقاد قرار دادند. منتقدان استدلال می‌کنند که این اصلاحیه‌ها تغییر اندکی در سیاست قزاقستان ایجاد می‌کند و در عوض به سادگی جاه طلبی‌های بالقوه رئیس‌جمهور توکایف را برای دور دوم تقویت می‌نماید.
برای تصویب، اصلاحات پیشنهادی باید اکثریت مطلق آرا، اعم از آرا سفید و باطل، در سطح ملی و همچنین دو سوم از ۱۷ منطقه و شهرهای خودمختار و حداقل مشارکت ۵۰ درصدی را طلب می‌کند. در مورد نتیجه اندکی پس از بسته شدن رای‌گیری رای‌دهندگان ثبت نام شده کمیسیون مرکزی انتخابات (OSK) در شامگاه ۵ ژوئن از مشارکت اولیه ۶۸/۴ درصدی خبر داد. نظرسنجی‌های خروجی که در نیمه‌شب ۶ ژوئن در رسانه‌های گروهی در هنگام پوشش همه‌پرسی منتشر شد، نشان داد که بیش از ۷۴ درصد از شهروندان قزاقستان از تغییرات قانون اساسی حمایت می‌کنند. در صبح روز بعد، کمیسیون مرکزی انتخابات اعلام کرد که رأی دهندگان ۵۶ اصلاحیه در قانون اساسی قزاقستان را تصویب کردند، که ۷۹/۲ درصد از رأی دهندگان موافق و ۱۹/۲ درصد مخالف همه‌پرسی بودند.